# Bernadetta Machała-Krzemińska
Bernadetta Alicja Machała-Krzemińska (ur. 20 sierpnia 1966 w Jarosławiu) – polska aktorka filmowa; bizneswoman (Stavka Sp. z oo.). Z małżeństwa ze Stanisławem Krzemińskim ma córkę Julię Rosnowską.

## Filmografia
- 1986: Kronika wypadków miłosnych jako Greta Baum
- 1987: Tabu jako Milka
- 1993: Cień podejrzenia jako Pamela
- 1997: Liefdesgasten jako Elżbieta
- 1998: Co cię znowu ugryzło?
- 2000–2012: Plebania jako Krystyna Cieplak vel Walencik (główna obsada)
- 2000: Duża przerwa jako pani Jadzia
- 2005: Na dobre i na złe jako Marzena (odc. 214)
- 2006: Kopciuszek jako Justyna Walczak, żona Roberta
- 2006: Pitbull jako Agata Lejczakowa (odc. 14, 15)
- 2011: Szpilki na Giewoncie jako Anna, siostra Lucyny Skorupy (odc. 19–23)
- 2013: Prawo Agaty jako matka Łukasza Gajdy (odc. 31)
- 2016: Przyjaciółki jako terapeutka Zuzy (odc. 75, 76, 80, 83)
- Od 2018: Drogi Wolności jako Anna Biernacka[1]